# エティエンヌ・ウーミシェン

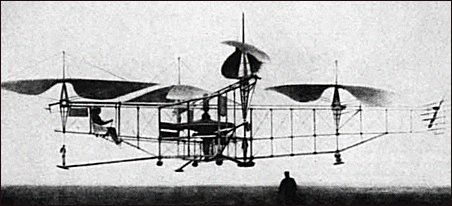
1922年のウーミシェン N°2

エティエンヌ・ウーミシェン（Étienne Œhmichen 、1884年10月15日 - 1955年7月10日）はフランスの技術者で、ヘリコプターのパイオニアの1人である。
シャロン＝アン＝シャンパーニュで生まれた。エコール・サントラルで学んだ。1920年から上昇力を補うために気球につるしてヘリコプターの実験を始めた。1922年11月11日にウーミシェンNo.2を製作し、パイロットを乗せて飛行することができた。主ローターのトルクを消すために、小さい縦方向にロータが取り付けられた。この技術はテール・ローターに発展し、ヘリコプターの標準的な設計になる。1923年4月14日に飛行記録を358mに伸ばし、国際飛行連盟に公認された最初のヘリコプターの距離記録となった。1924年5月4日に7分40秒ほどかけて1kmの距離を超える飛行に成功し、懸賞金を取得した。 
ウーミシェンは昆虫、特にトンボの羽根の機能を研究し、コレージュ・ド・フランスで生物学の教授として講義を行った。著書や鳥や昆虫の飛行を写した写真集は後の工学者のヘリコプターのローターブレードの研究の先駆けとなるものであった。